# Geneva (Ohio)
Geneva is een plaats (city) in de Amerikaanse staat Ohio, en valt bestuurlijk gezien onder Ashtabula County.

## Demografie
Bij de volkstelling in 2000 werd het aantal inwoners vastgesteld op 6595.
In 2006 is het aantal inwoners door het United States Census Bureau geschat op 6435, een daling van 160 (-2,4%).

## Geografie
Volgens het United States Census Bureau beslaat de plaats een oppervlakte van
10,3 km², geheel bestaande uit land. Geneva ligt op ongeveer 184 m boven zeeniveau.

## Plaatsen in de nabije omgeving
De onderstaande figuur toont nabijgelegen plaatsen in een straal van 16 km rond Geneva.